# أندرو وارويك
أندرو وارويك (بالإنجليزية: Andrew Warwick)‏ هو لاعب اتحاد الرغبي أيرلندي، ولد في 12 مارس 1991 في بيليمينا في المملكة المتحدة.